# Dirka po Franciji 1998
| Mesto | Ime                | Država     | Ekipa            | Čas         |
| ----- | ------------------ | ---------- | ---------------- | ----------- |
| 1     | Marco Pantani      | Italija    | Mercatone Uno    | 92h 49' 46" |
| 2     | Jan Ullrich        | Nemčija    | Deutsche Telekom | 3' 21"      |
| 3     | Bobby Julich       | ZDA        | Cofidis          | 4' 08"      |
| 4     | Christophe Rinero  | Francija   | Cofidis          | 9' 16"      |
| 5     | Michael Boogerd    | Nizozemska | Rabobank         | 11' 26"     |
| 6     | Jean-Cyril Robin   | Francija   | U.S. Postal      | 14' 57"     |
| 7     | Roland Meier       | Švica      | Cofidis          | 15' 13"     |
| 8     | Daniele Nardello   | Italija    | Mapei            | 16' 07"     |
| 9     | Giuseppe Di Grande | Italija    | Mapei            | 17' 35"     |
| 10    | Axel Merckx        | Belgija    | Polti            | 17' 39"     |

Dirka po Franciji 1998 je bila 85. dirka po Franciji, ki je potekala leta 1998.

## Pregled
| Kategorije                          | Podatki        |
| ----------------------------------- | -------------- |
| Začetek-konec                       | Dublin - Pariz |
| Dolžina (km)                        | 3.875          |
| Število etap                        | 21             |
| Povprečna hitrost zmagovalca (km/h) | 39,983         |
| Kolesarjev                          | 189            |
| Tekmo končalo                       | 96             |